# Husbåtar i Sverige

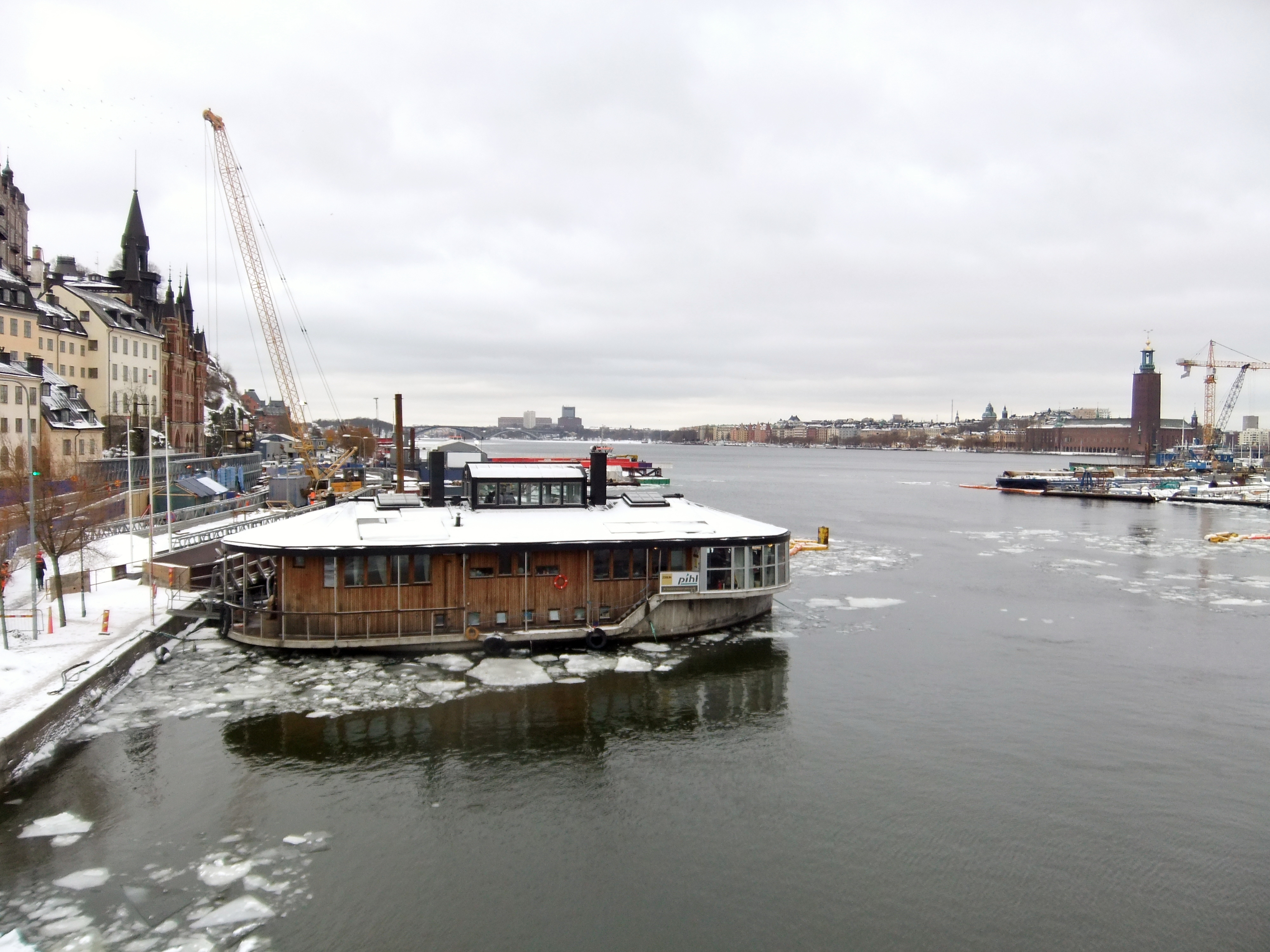
Husbåt av betong som tjänar som kontor vid ett tunnelbygge under Riddarfjärden i Stockholm.

Husbåtar i Sverige finns i begränsad mängd. Det första flytande bostadsområdet integrerat med infrastruktur på land har börjat byggas i Nacka kommun utanför Stockholm. Sedan 2002 finns fastställt i detaljplan det boende som vuxit fram i båthamnen Pampas Marina i Solna kommun.

## Husbåten som fastighet
Generellt anses husbåtar bygglovspliktiga då de är att jämställa med byggnad. I rättsfallet RÅ 1998 not. 196 fann dåvarande Regeringsrätten att en husbåt med en överbyggnad på 6x10 meter var bygglovspliktig när den skulle förankras under en längre tid. Tillfälligt lov kan tillämpas om man avser att flytta båten i framtiden.
Fastighetsbildning kan även omfatta vattenområden, och ”vattentomt” avsedd för en husbåt kan avstyckas. I jordabalken regleras vad som är fast egendom och vad som är tillbehör till fastighet och byggnad och därmed ingår i den fasta egendomen. Allt som inte omfattas av dessa regler är att betrakta som lös egendom. Själva husbåten kan inte bli tillbehör, och om den flyttas innebär det att lös egendom flyttas från fastigheten. Däremot kan eventuellt en pontonbrygga vara tillbehör liksom anslutningsanläggningar för el och vatten. Att stycka av vattenfastigheter för bostadsändamål kan innebära en nackdel den dag husbåtarna flyttas från platsen då vattenfastigheterna blir låsta som byggrätter för ”småhus”.
Olika upplåtelseformer är tänkbara. Äganderätt och tomträtt förutsätter avstyckning. Äganderätt är den starkaste formen som innebär att de boende förfogar över vattenområdet, även sedan husbåten flyttats från platsen. Bostadsrätt förutsätter upplåtelse i föreningens hus och kan vara svårt att tillämpa för ett antal lösa husbåtar, som de boende vill förfoga fritt över. Ett anläggningsarrende förutsätter byggnad, vartill man kan räkna brygga, kaj eller pir. För själva husbåten skulle lägenhetsarrende kunna tillämpas. Ett sådant har så kallade dispositiva villkor som innebär att arrendet kan upphöra vid utgången av varje 5-årsperiod om inte annat avtalas. Markägaren kan också upplåta marken med nyttjanderätt som också har dispositiva villkor men kan avtalas för en löpande arrendeperiod. Man kan också tänka sig tomträtt för platsen jämte allmän nyttjanderätt, vilket ger ett starkare besittningsskydd.

### Skatteverkets ställningstagande
Skatteverkets skrivelse 2007-10-05, dnr 131 591256-07/111: 
Skatteverket har tagit ställning till om en husbåt ska anses vara fastighet i mervärdesskattehänseende. Skatteverket anser att en husbåt utgör lös egendom om denna inte har fästs vid eller i marken på ett sådant sätt, att den inte med lätthet kan flyttas. Vidare anser Skatteverket att stadigvarande förtöjning vid kaj och anslutning till el- och va-nätet normalt inte utgör omständigheter som medför att en husbåt ska anses som en byggnad eller annan anläggning anbragd i eller ovan jord och därmed tillbehör till hamnfastigheten.
Skatteverket definierar 2017 mera detaljerat vilken typ av husbåt som kan anses vara byggnad och därför ska påläggas fastighetstaxering. ( 2017-09-08 DNR: 202 326521-17/111):
- Bygglov måste ha beviljats.
- Bygglovet får inte avse kortare tid än fem år.
- Husbåten ska vara avsedd för stadigvarande bruk på den plats bygglovet avser, samt vara konstruerad så att den endast svårligen kan flyttas till annan plats.
- Husbåten ska vara fast förankrad vid kaj eller liknande och den bör ha permanent förbindelse med land genom ledning för elektricitet. Om det är fråga om bostad bör vatten och avlopp vara anslutet till kommunal eller liknande anläggning.

#### Sammanfattning
En husbåt ska i mervärdesskattehänseende anses vara lös egendom om denna inte har fästs vid eller i marken på ett sådant sätt att den inte med lätthet kan flyttas.

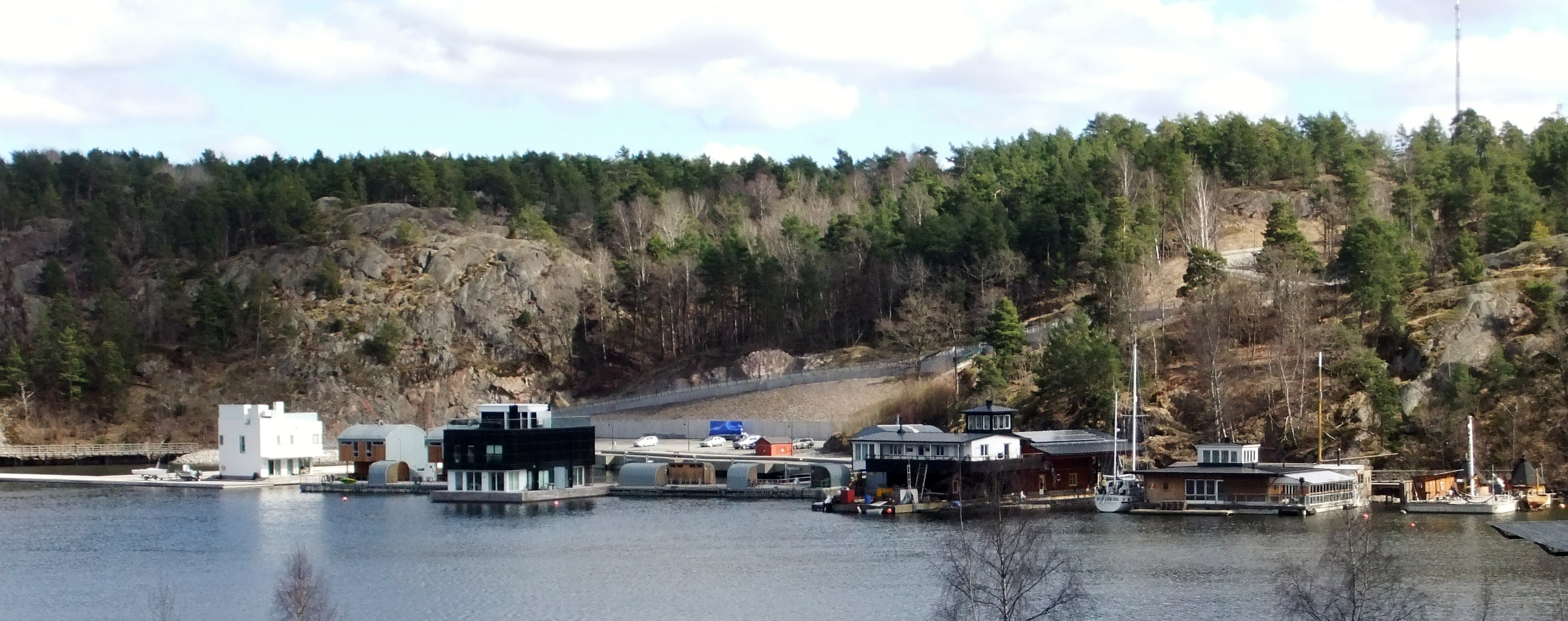
Sju stycken flytande byggnader. Början på ett flytande bostadsområde i Svindersvik i Stockholm.

#### 2 Bakgrund och frågeställning
Fråga har ställts om husbåt ska anses vara fastighet i mervärdesskattehänseende. Detta har betydelse för eventuell mervärdesbeskattning när husbåten byggs och vid en försäljning.

#### 3 Gällande rätt m.m.
3.1 Allmänt
Med vara förstås enligt 1 kap. 6 § mervärdes skattelagen (1994:200), ML, materiella ting, bland dem fastigheter och gas, samt värme, kyla och elektrisk kraft.
I 1 kap. 11 § ML anges att med fastighet förstås vad som enligt jordabalken utgör eller tillhör fastighet, dock inte egendom som avses i 2 kap. 3 § jordabalken (industritillbehör), byggnader, ledningar, stängsel och liknande anläggningar som för stadigvarande bruk anbragts i eller ovan jord och som tillhör någon annan än ägaren till jorden, och egendom som avses i 2 kap. 2 § jordabalken även om byggnaden tillhör annan än ägaren till jorden eller om egendomen tillförts byggnaden av någon annan än ägaren till byggnaden.
Materiella ting som inte är fastighet är lös egendom.
I artikel 12 punkt 2 i rådets direktiv (2006/112/EG) om ett gemensamt system för mervärdesskatt, mervärdes skattedirektivet, anges att med "byggnad" ska avses varje anläggning som anbragts på eller i marken. Vad som utgör fartyg är inte definierat vare sig i ML eller i mervärdesskattedirektivet.

### Rättspraxis

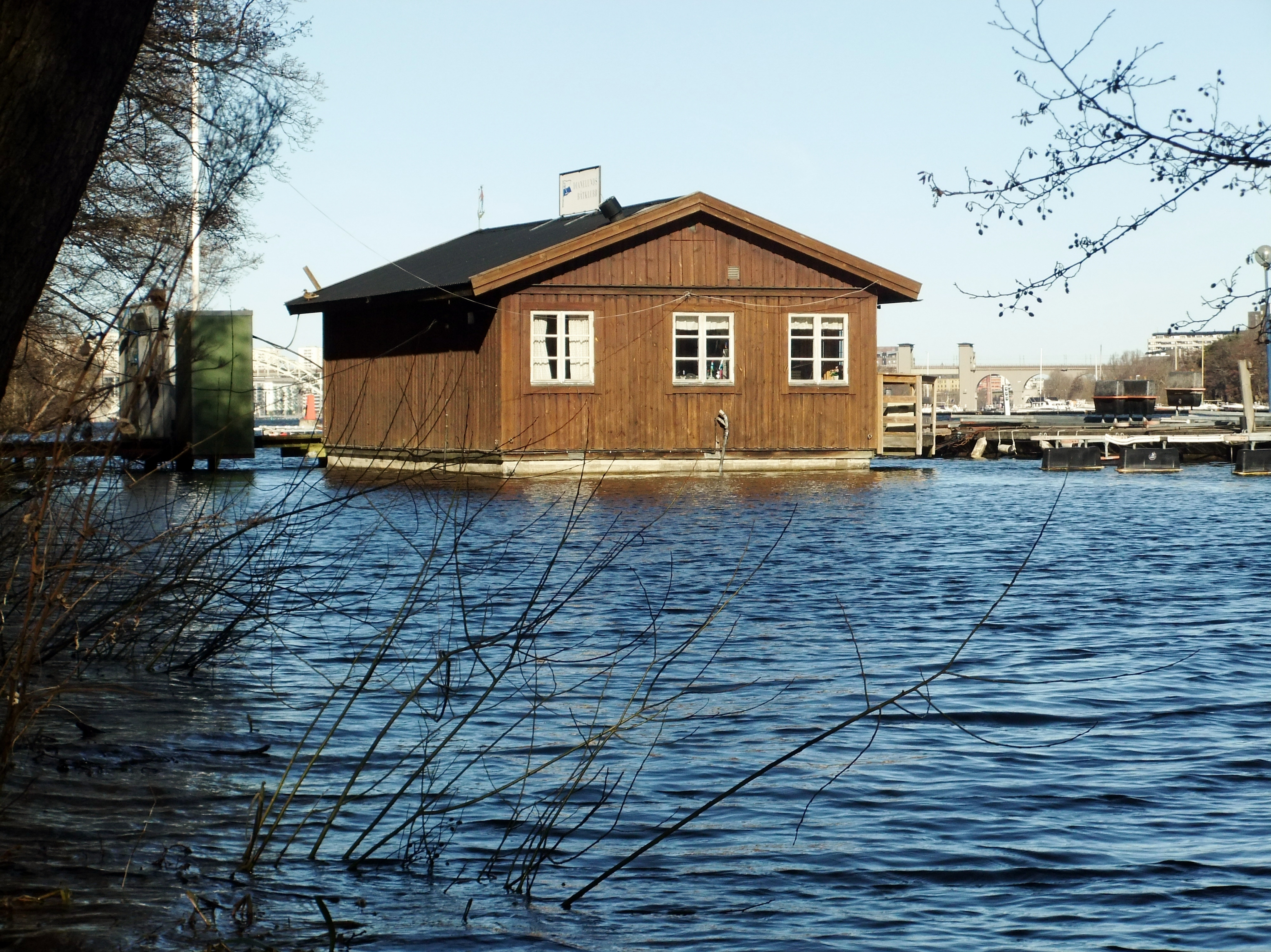
Hus i en båtklubb i Ryssviken vid Skanstull

EU-domstolen har i målet C-315/00, Maierhofer, uttalat att tolkningen av begreppet uthyrning av fastighet, och därmed indirekt vad som utgör fastighet, ska göras utifrån gemenskapsrättsliga begrepp och oberoende av den civilrättsliga tolkningen i en medlemsstat.  
I det mål domstolen prövade var det byggnader, som vilade på betongsocklar och som anlagts på en betonggrund som gjutits på marken. Byggnaderna kunde monteras ned när hyresavtalet löpte ut för att senare återuppföras, vilket dock krävde åtta mans arbete under tio dagar. Domstolen uttalade att byggnader som består av konstruktioner som har fästs vid eller i marken och inte är enkla att montera ned eller flytta skall anses utgöra fast egendom. Det är emellertid inte nödvändigt att byggnaderna inte går att skilja från marken och hyresavtalets löptid är inte heller avgörande för bedömningen av om byggnaderna utgör lös eller fast egendom.
För att klassificeras som byggnad bör husbåt inte kunna förflyttas för egen maskin. Den bör ha permanent förbindelse med land genom ledningar för elektricitet. Om det är fråga om bostad bör vatten och avlopp vara anslutet till kommunal eller liknande anläggning. Reglerna i sjölagen (1994:1009) bör vid fastighetstaxeringen inte inverka på klassificeringen av husbåtar.

## Husbåten som fartyg
Ett fartyg är flytetyg med skrov och roder enligt Sjölagen 1 kap 3§. Fartygen uppdelas i skepp och båtar varvid skepp har längd över 12 m och bredd över 4 m. Om ett fartyg är utländskt gäller andra normer. I Sverige är fartyg till skillnad från fastigheter inte beskattade. Svenska skepp måste registreras i skeppsregistret, under byggnation kan skepp under uppförande registreras i skeppsbyggnadsregistret.
Alla fartyg skall uppfylla vissa regler beträffande namn, hemort, igenkänningssignal och så vidare. För registrering av fartyget förutsätts skriftlig bevisning om förvärvet, vilket medför att ett skriftligt kontrakt behöver förevisas. Skeppsbyggnader och svenska skepp pantsätts enligt sjölagen på liknande sätt som fastighet men med något enklare regler.
I rättsfall som byggnadsnämnder refererar till när de kräver bygglov för boende på båt, är att flytetyget eller husbåten saknat fartygskännetecken. Avsaknad av igenkänningssignal innebär bl.a. att en husbåt i rättslig mening inte är något sjörättsligt begrepp enligt sjölagen, därmed faller argumenten för bygglovsplikt om husbåten är i sjöburen drift och är inskriven i Svenskt skeppsregister och uppfyller det krav som Svensk sjölag föreskriver.
För övrigt måste man ta hänsyn till och beakta stadgan om EU:s grundläggande rättigheterna som erkänner en rad personliga, medborgerliga, politiska, ekonomiska och sociala rättigheter för medborgare och bosatta inom EU, och är förankrade i EU-lagstiftningen. Fri rörlighet för varor, personer, tjänster och kapital betraktas som de mest grundläggande rättigheterna inom EU. Dessutom garanteras medborgarnas föreningsfrihet.

## Husbåtar omfattas av allemansrätten

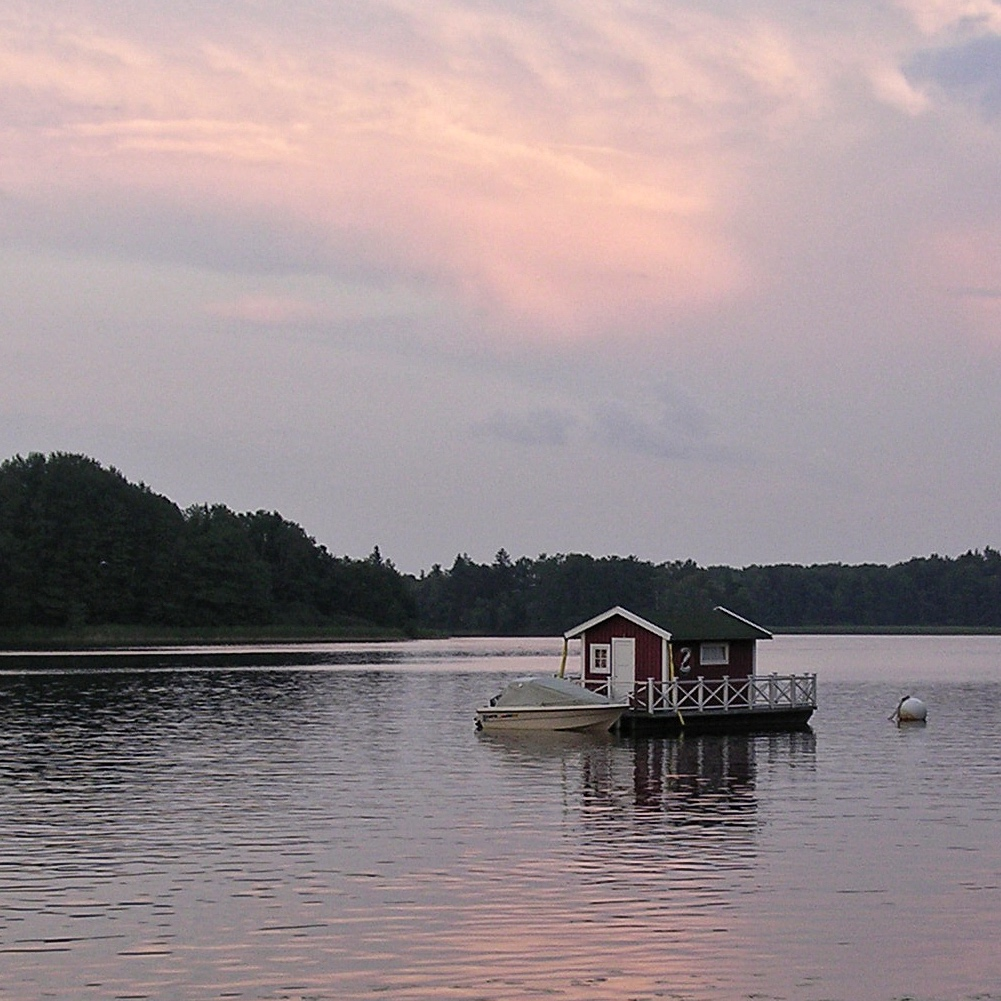
Husbåt i sjön Båven.

Husbåtar som fritidsbåt och kan förflytta sig med egen maskin får förtöjas vid strand som inte utgör tomt och inte heller är fridlyst enligt andra regler.Till exempel till skydd för fågellivet. Helt tillfällig förtöjning är tillåten till och med vid annans brygga utanför tomtmark, om inte ägaren hindras i sin användning. Också tillfällig ankring på annans vatten får i regel godtas. Det är däremot tveksamt hur man bör se på mera varaktig eller regelbunden förtöjning eller ankring. Ifall strandägaren direkt hindras från att använda sin egen båtplats, är det tänkbart att intrånget kan straffas som egenmäktigt förfarande. Man bör alltså vara försiktig vid längre uppehåll med båt. Hur pass länge man får förtöja vid annans strand är oklart. Över huvud taget är det också i dessa fall bäst att ta kontakt med ägaren, om man känner tvekan.